# Monte San Giorgio
Der Monte San Giorgio ist ein Berg im Tessin in der Schweiz. Er ist 1097 m ü. M. hoch und liegt zwischen den beiden südlichen Armen des Luganersees. Der Monte San Giorgio ist eine der weltweit bedeutendsten Fundstellen für marine Fossilien aus der Mitteltrias (245 bis 230 Mio. Jahren). Im Jahr 2003 wurde das Gebiet rund um den Monte San Giorgio von der UNESCO zum Welterbe erklärt. 2010 wurde die Welterbestätte um den südlichen, zu Italien zählenden Teil erweitert.
Der pyramidenförmige Berg ist stark bewaldet. Die Naturlandschaft bietet vielen seltenen Pflanzen eine Heimat. Ausserdem liegen im Berg diverse Höhlen verborgen.

## Geologie
Der Berg ruht auf einer Basis kristallinen Grundgebirges aus Gneis. Darauf liegen Schichten aus Andesit (Rhyolith) und Tuff. Es folgen Sedimentschichten aus der Trias, darunter wiederholt Dolomit und Kalk sowie Schichten mit bitumenhaltigem Ölschiefer. Die Schichten fallen nach Süden ab, sodass das älteste Gestein im Norden am Seeufer zutage tritt.

Monte San Giorgio. Historisches Bild von Leo Wehrli (1934)

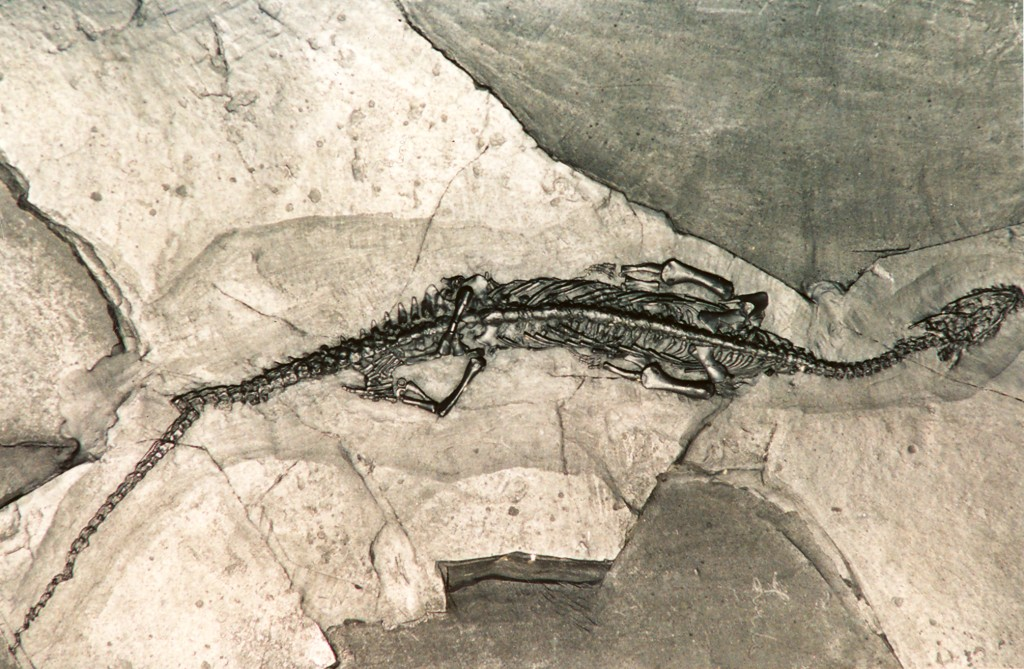
Fossil von Pachypleurosaurus vom Monte San Giorgio

Eine Besonderheit ist die enorme Menge von gut konservierten Fossilien, die insbesondere in der 16 Meter dicken Grenzbitumenschicht gefunden wurden. Vor 200 Millionen Jahren bildeten die Gesteine des Monte San Giorgio ein rund 100 Meter tiefes Meeresbecken in einer subtropischen Region. Das Wasser muss am Boden sehr sauerstoffarm gewesen sein, sodass viele Wirbeltier-Leichen darin weder von Aasfressern noch von Strömungen zerstört wurden. Die Fossilien, die am Monte San Giorgio gefunden wurden, sind deshalb oft vollständig erhaltene Skelette, die für die Forschung durch ihre weltweite Einzigartigkeit und Qualität von grosser Bedeutung sind.
So können heute auf dem Berg Versteinerungen von Fischen, Reptilien und wirbellosen Tieren wie Insekten – darunter einige mit einer Länge von bis zu sechs Metern und mehrere hundert Exemplare des Ichthyosauriers Mixosaurus – gefunden werden. Der Berg, der über weltweit einmalige fünf Fundschichten verfügt, zählt zu den wichtigsten Fundorten für die mittlere Trias.

## Geschichte
Im 12. Jahrhundert lebte der Einsiedler Manfred von Riva auf dem Monte San Giorgio.
In der ersten Hälfte des 20. Jahrhunderts wurden die Bitumenschichten (Ölschiefer) industriell abgebaut und zu Öl oder Salbe („Saurolo“), mit pharmazeutischer Anwendung, verarbeitet. Marmor war ein weiterer bedeutender Rohstoff, welcher abgebaut wurde. Der letzte Marmorsteinbruch in der Gemeinde Arzo stellte 2011 seinen Betrieb ein.
Ab 1924 führte die Universität Zürich unter der Leitung des Paläontologen Bernhard Peyer und ab 1956 durch Emil Kuhn-Schnyder eine Reihe von wissenschaftlichen Ausgrabungen durch. Diese förderten über 10'000 Funde zutage, und viele neue Gattungen wurden entdeckt. Einige davon tragen Namen mit lokalem Bezug; wie zum Beispiel Helveticosaurus (benannt nach Helvetier), Ticinosuchus (benannt nach dem Kanton Tessin) oder Ceresiosaurus (benannt nach dem Ceresio, der italienischen Bezeichnung des Luganersees).
1977 kam der Monte San Giorgio in das Bundesinventar der Landschaften und Naturdenkmäler von nationaler Bedeutung.

## Tourismus

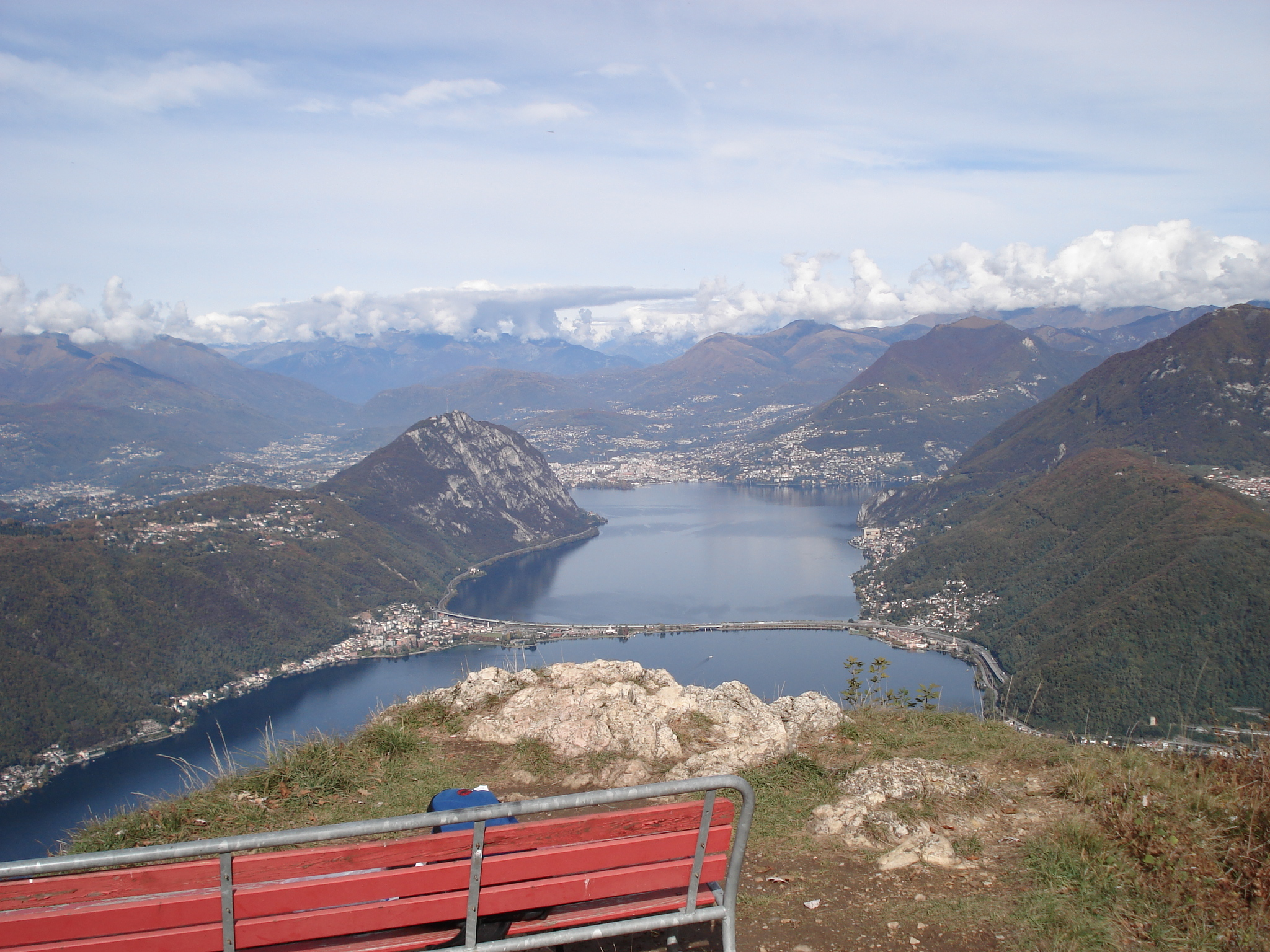
Aussicht vom Monte San Giorgio nach Norden

Der Monte San Giorgio ist heute ein beliebtes Ausflugsziel für Radfahrer und Wanderer. Ein Naturlehrpfad führt Besucher in die Besonderheiten des Welterbes ein. Der Hauptteil der Funde befindet sich im Paläontologischen Museum in Zürich. Eine Auswahl bedeutender Funde sowie Replikate sind im neuen Fossilienmuseum des Monte San Giorgio in Meride ausgestellt.

### Fossilienmuseum des Monte San Giorgio in Meride
Das vom Tessiner Architekten Mario Botta umgebaute und erweiterte Fossilienmuseum des Monte San Giorgio in Meride (Kanton Tessin) wurde am 13. Oktober 2012 eingeweiht. Die Struktur zeigt eine Auswahl von versteinerten Tieren und Pflanzen aus dem weltweit einmaligen UNESCO-Weltnaturerbe des Monte San Giorgio. Eine 2,5 Meter lange Rekonstruktion des Landsauriers Ticinosuchus begrüsst die Besucher im neuen Fossilienmuseum im Dorfzentrum von Meride. Er lebte vor rund 240 Millionen Jahren am Rand eines reich belebten subtropischen Meeres, gleichzeitig mit vielen anderen, ans Wasserleben angepassten Meeressauriern und Fischen. Die ausgezeichnet erhaltenen Skelette aus der Mitteltrias des Monte San Giorgio haben den „Berg der Saurier“ als UNESCO-Weltnaturerbe weltberühmt gemacht. Auf vier Stockwerke verteilt wird die grosse Vielfalt an Lebewesen vorgestellt, die zwischen 245 und 180 Millionen Jahren vor heute das damalige Meer und seine Küste im Südtessin bevölkerten. Illustrationen und Modelle machen dem Publikum diese längst ausgestorbene Welt verständlich, deren Fossilien seit 1850 von schweizerischen und italienischen Fachleuten ausgegraben, präpariert und wissenschaftlich beschrieben wurden.

## Erschliessung
Von Süden über Mendrisio kann das Gebiet des Monte San Giorgio auf der Strasse erreicht werden. Eine weitere Strasse führt von Riva San Vitale dem See entlang bis nach Brusino Arsizio und weiter nach Porto Ceresio in Italien. Von Brusino gibt es eine Luftseilbahn zur Aussichtsterrasse von Serpiano (650 m ü. M.), wo auch die Strasse von Mendrisio endet. Von hier aus hat man eine sehr schöne Aussicht über den verzweigten Luganersee.

## Weblinks

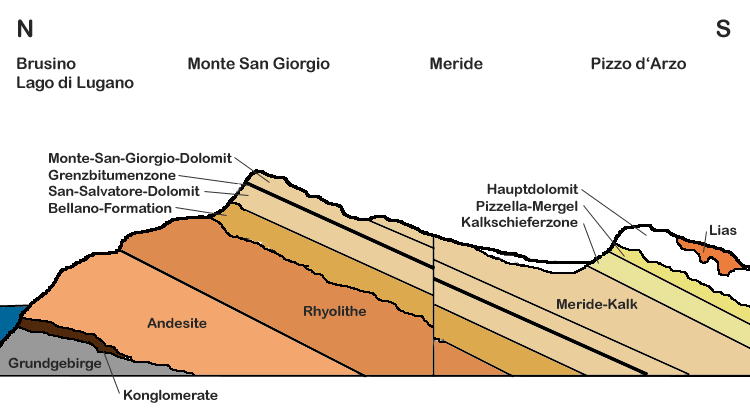